# Воините от Риаче
Воините от Риаче (наричани още Бронзовите статуи от Риаче на италиански: Bronzi di Riace) са две гръцки бронзови статуи на голи, брадати воини в реален размер, открити през 1972 г. в Риаче. Статуите се съхраняват в Националния музей на Магна Греция в италианския град Реджо ди Калабрия.
Те са сред много малкото оцелели древногръцки скулптури в малко по-голям от естествен ръст, изработени от бронз (обичайно претопявани в следващите векове) и са образец на постиженията в техниките и изработката от периода 460 – 450 г. пр.н.е.
Двете статуи са обозначени като „Статуя А“ за по-младия воин и „Статуя В“ за по-възрастния от двамата. Изработени са с техниката „леене по стопяеми модели“ (на английски: lost wax casting).